# Гонсалес, Жозеф (футболист)
Жозеф Гонсалес (фр. Joseph Gonzales, 19 февраля 1907 — 26 июня 1984) — французский футболист, защитник сборной Франции, участник чемпионата мира—1934.

## Карьера

### Клубная
Жозеф Гонсалес родился во Французском Алжире и там же начал карьеру игрока. Первым французским клубом в карьере защитника стал «Валансьен», за который Гонсалес выступал на протяжении 2 лет с 1931 года.
«Валансьен» не попал в число участников первого чемпионата Франции, и в 1933 году Жозеф Гонсалес перешёл в клуб «Фив» из Лилля, выступавший в Дивизионе 1. В «Фиве» защитник играл в течение 3 сезонов и в сезоне 1933/34 стал вице-чемпионом Франции.
В 1936 году Гонсалес стал игроком «Олимпик Марселя», за который играл до 1946 года, в 1942—1944 годах являясь по совместительству главным тренером команды
.
В первом же сезоне после прихода защитника в клуб, «Марсель» стал чемпионом Франции. В составе «Олимпика» Жозеф Гонсалес трижды выходил в финал национального кубка, 2 раза став обладателем трофея.

### В сборной
В 1934 году Жозеф Гонсалес попал в заявку сборной Франции для участия в чемпионате мира, однако на турнире не сыграл. Защитник провёл единственный в своей карьере товарищеский матч за сборную 8 марта 1936 года, когда «трёхцветные» встречались со сборной Бельгии
.

## Достижения
Фив
- Вице-чемпион Франции (1): 1933/34

 Олимпик Марсель
- Чемпион Франции (1): 1936/37
- Вице-чемпион Франции (2): 1937/38, 1938/39
- Обладатель кубка Франции (2): 1937/38, 1942/43
- Финалист кубка Франции (1): 1939/40